# Re-Animator
Re-Animator è un film del 1985 scritto e diretto da Stuart Gordon. 
Pellicola di culto, è un film horror fantascientifico tratto dal racconto del 1922 Herbert West, rianimatore dello scrittore statunitense Howard Phillips Lovecraft. Del film è stato girato un seguito, Re-Animator 2 (1990); un terzo film della serie è Beyond Re-Animator (2003).
Fu il primo film diretto da Gordon e prodotto dall'amico e collega Brian Yuzna, collaborazione che negli anni a venire avrebbero dato vita ad altri numerosi progetti horror.

## Trama
Herbert West è un ambizioso e un po' folle studente di medicina statunitense in Svizzera che inventa un siero per resuscitare i morti, ma le sue sperimentazioni lo porteranno ad uccidere involontariamente il famigerato dottor Gruber e a subire il rimpatrio. Il giovane studente laureando Daniel Caine permette a West di sistemarsi nella sua dimora che viene occasionalmente occupata anche dalla sua fidanzata, nonché figlia del rettore, Megan Halsey.
Herbert inizierà una personale lotta contro il professore dell'Università Carl Hill, accusandolo di aver rubato le idee del suo mentore (Gruber) e di averle ridotte a stupidaggini retrograde, questa sua condotta andrà a pesare non solo sul suo rendimento scolastico ma anche sulla vita del suo coinquilino. Intanto, nella cantina dell'abitazione, West continua i suoi esperimenti arrivando anche ad utilizzare come cavia Rufus, il gatto di Dan; il ritorno in vita dell'animale porta i due ragazzi a stringere un patto, dove West condivide il suo sapere con il giovane laureando e lui lo aiuterà a continuare le sue infernali sperimentazioni.
Megan, non vedendo di buon occhio la cosa, tenta di allontanare il suo ragazzo da West, ma i due giovani sembrano sempre più intenzionati a dimostrare che la vita eterna è possibile, così si impadroniscono di un morto da laboratorio fresco a cui somministrano una dose del Ri-Animatore dritto nel cervello. John Doe, il cadavere prefissato per l'esperimento, si rianima in condizioni disumane, colpito da furia omicida si scaglia contro i suoi rianimatori e al rettore della scuola, venuto all'obitorio proprio per trovare e allontanare i due studenti. West e Dan riescono a fermare l'ex-cadavere e usano il corpo esanime del rettore per ripetere l'esperimento, questa seconda prova dà i risultati sperati, riportano così in vita un uomo mentalmente instabile e sotto shock ma cosciente.
West è soddisfatto del risultato del suo siero ma comincia a dare segni di cedimento, Dan scopre che il suo compagno si inietta 2cc di siero ogni giorno per mantenere il proprio cervello attivo al massimo delle capacità cognitive. Il dottor Hill scopre che il paziente è stato riportato in vita dopo la morte e utilizza i suoi particolari poteri mentali per convincere West a vendergli la formula e ad uccidere il suo nuovo amico, ma West furioso per le parole usate contro il suo mentore lo decapita con un badile e utilizzando il suo siero riporta in vita la testa che non solo sarà in grado di parlare ma anche di controllare il proprio corpo a distanza.
Dan e Megan intanto indagano nell'ufficio di Hill scoprendo che il dottore era ossessionato, fra le altre cose, dalla giovane ragazza, in più il rettore Halsey è stato lobotomizzato; intanto il cadavere decapitato è fuggito dal seminterrato portando con sé tutti gli appunti di West e il siero che si somministrerà da solo per rimanere cosciente. Il rettore Halsey segue le direttive del dottore e, raggiunta la sua abitazione, tramortisce la figlia e la porta all'obitorio universitario, dove Hill già sta eseguendo alcune operazioni di trasfusione nei cadaveri. West raggiunge Caine e insieme fermano il folle piano del dottore ma l'obitorio è ormai invaso di cadaveri assassini che seguono solo gli ordini di Hill grazie all'utilizzo del trapano al laser che utilizzava anche in passato per controllare la mente delle persone.
Megan riesce a riportare alla ragione il padre che si scaglia contro Hill e i suoi zombie assassini, salvando la vita a West e a Cain. West utilizza il proprio siero per causare un'overdose nei rianimati, che causa una mutazione incontrollata dei tessuti e una consecutiva esplosione, sfortunatamente soccombe alla furia assassina degli esseri. Dan e Megan riescono a fuggire portando con sé la formula e gli appunti del Ri-Animatore, sfortunatamente la ragazza muore a causa della trachea fratturata. Il film si conclude con Dan che somministra il siero al cadavere della propria ragazza.

## Distribuzione
Quando il film uscì in sala la sua durata era di 86 minuti circa. Successivamente venne distribuito Home video in entrambe le edizioni: censurata e non censurata. Nella prima, alcune scene di sesso e di gore furono tagliate oppure leggermente sfocate. Diverse situazioni, all'interno della pellicola, vennero cambiate in favore di una sottotrama che porta il film a durare quasi dieci minuti in più della versione del regista. Il Dr. Hill qui riesce ad ipnotizzare chiunque gli capiti a tiro. Inoltre, sempre in quella censurata, è stata aggiunta una breve scena che mostra Herbert West che si inietta piccole quantità di reagente per rimanere sveglio e energizzato: questo potrebbe aver influenzato il suo pensiero durante il corso del film.
Successivamente venne editata una versione chiamata "Integral", della durata di quasi 105 minuti, in cui le stesse scene aggiunte nella R-rated (censurata) vennero incorporate nella Unrated (non censurata).
Nonostante tutto, il regista Stuart Gordon continua a preferire la sua versione: quella uscita nei cinema, non censurata e più corta.

## Remake e sequel
Dopo i suoi due capitoli successivi diretti da Brian Yuzna, venne pianificato un quarto capitolo sviluppato da Stuart Gordon, intitolato “House Of ReAnimator” che doveva essere una satira politica e vedeva la trama ruotare intorno alla resurrezione del presidente degli Stati Uniti d’America (interpretato da William H. Macy) che avrebbe inseguito portato alla Casa Bianca invasa dagli zombie, previsto per l’estate del 2007. Il progetto è stato poi abbandonato, in parte per dei problemi a finanziarlo e in parte per il suo contesto politico controverso. Venne anche pianificato un quinto capitolo anch’ esso mai realizzato, Intitolato “Island of Re-Animator” diretto da Richard Raaphorst e vagamente ispirato a L'isola del dr. Moreau di H. G. Wells, con Herbert West portare avanti i suoi esperimenti su in un’isola abbandonata invasa da mostri deformi creati da lui, Ma anche questo film non venne realizzato, in parte per via dei concept art per i mostri del film ideati Raaphorst che Yuzna li definì non adatti al franchise di Re-Animator. Nonostante la cancellazione del film però, molti di questi concept art di mostri vennero riutilizzati da Raaphorst nel suo filmFrankenstein’s Army.
Nel 2012,  Gordon realizzò un’opera teatrale incentrata sul suo film, intitolata “Reanimator: The Musical”.
Nel 1992, uscì la prima serie di 4 fumetti fumetti basata sul film di Gordon, intitolata “Dawn of The Reanimator” pensata per essere una storia delle origini di Herbert West e degli eventi prima dei film. Nel 2016 ne venne realizzata un’altra, che questa volta seguiva gli eventi dei film di Gordon e Yuzna. In seguito vennero realizzati anche altri fumetti spin off e crossover con altri personaggi horrror, tra cui “The Army of Darkness/Reanimator”, “Vampirella vs Reanimator”, “tales of Reanimator”, “The Army of Darkness Vs Reanimator: Necronomicon Rising”,  “Hack/Slash vs. Re-Animator” e altri.
Nel 2008 venne realizzato “Re-animator 1942” da Gary Fierro un remake, ispirato al romanzo, che ambienta il racconto durante la seconda guerra mondiale. Poi nel 2017 venne realizzato un altro remake Italiano con il titolo “Herbert West: Re-Animator” diretto da Ivan Zuccon e ispirato sia ai film che al racconto.  

## Curiosità
Il regista Stuart Gordon, il produttore Brian Yuzna e gli attori Jeffrey Combs e Barbara Crampton sono stati presenti in molti altri adattamenti cinematografici dei lavori di H. P. Lovecraft; 
Gordon diresse altri quattro adattamenti: From Beyond - Terrore dall'ignoto, Castle Freak, Dagon - La mutazione del male e I sogni nella casa stregata (episodio di Masters of Horror). Diresse anche un'opera teatrale basata sul film. 
Yuzna produsse molti degli adattamenti di Gordon e iniziò il suo debutto alla regia con un suo film vagamente ispirato a Lovecraft: Society - The Horror, diresse anche i due capitoli successivi del film: Bride of Re-animator e Beyond Re-Animator, Poi Nel 1993, assieme ad altri due registi diresse Necronomicon: The Book Of the Dead un film antologico ispirato a tre diverse storie dello scrittore; Yuzna diresse in particolare le scene della biblioteca e l’episodio “Whispers” (Ssussurri). 
Combs e Crampton interpretarono altri personaggi di altri film adattamenti, spesso insieme nello stesso film. Combs In particolare interpretò personaggi iconici dell’universo Lovecraftiano, tra cui il Dr. Thillinghast in From Beyond,  Wilbur Whateley L’orrore di Dunwich (2009) e persino lo stesso Lovecraft in Necronomicon: The book of the dead di Yuzna.

## Riconoscimenti
- 1985 – Sitges - Festival internazionale del cinema della Catalogna
  - Miglior film